# Camp de Batković
Le camp de Batković (en latin bosniaque, croate et serbe : Logor Batković ) était un camp de concentration exploité entre 1992 et 1996 par les autorités serbes de Bosnie à Batković, un village de la municipalité de Bijeljina, en Bosnie-Herzégovine pendant la guerre de Bosnie .

## Histoire
Le camp de Batković aurait été le premier camp de concentration de la guerre de Bosnie, mis en place pour les hommes, femmes et enfants bosniaques (musulmans) et croates, dans le but de nettoyer ethniquement les zones sous contrôle des serbes de Bosnie. Les détenus ont été détenus dans deux grandes granges et torturés, privés de nourriture et d'eau, contraints de creuser des tranchées, de transporter des munitions vers les lignes de front, de travailler dans les champs et les usines et d'enterrer les morts. Les prisonniers étaient soumis à des passages à tabac, des agressions sexuelles et forcés à se battre les uns les autres.
Bien que l'on pense que le camp a été établi entre le 1er avril et juin 1992, son existence n'a été confirmée par la presse étrangère qu'en août 1992. Le Human Rights Watch Group Helsinki Watch a visité le camp à deux reprises en août 1992 et a été autorisé à interroger des détenus, dont la plupart avaient trop peur pour partager des informations sur ce qui se passait.

## Jugements
Dans l'acte d'accusation contre l'ancien général serbe de Bosnie Ratko Mladić, les procureurs du Tribunal pénal international pour l'ex-Yougoslavie (TPIY) ont affirmé qu'au moins six prisonniers avaient été assassinés pendant l'opération du camp et que de nombreux autres avaient été violés ou autrement maltraités physiquement et psychologiquement. Des sources bosniaques affirment que pas moins de 80 détenus ont péri dans le camp entre 1992 et début 1996.
Le 2 mars 2012, le procès de quatre anciens gardes serbes du camp (Đoko Pajić, Petar Dmitrović, Đorđe Krstić, Ljubomir Mišić) a débuté devant un tribunal de Bijeljina. Les quatre accusés ont été accusés d'avoir maltraité et battu des prisonniers bosniaques.Dmitrović a été identifié par des témoins comme étant le commandant du camp, Pajić a été identifié comme son successeur, Krstić a été identifié comme le remplaçant de Pajić et Mišić a été identifié comme le commandant de la garde,. Le procès était toujours en cours deux ans plus tard.
Un autre Serbe, Gligor Begović, a été arrêté à Rogatica pour crimes de guerre le 28 avril 2014. Son procès a commencé le 26 novembre 2014. Begović a été inculpé pour des crimes commis contre des Bosniaques dans le camp de concentration de Batković en 1992. Begović est en outre accusé d'avoir participé à des passages à tabac, avec d'autres gardes, qui ont causé la mort de plusieurs détenus. Il a été condamné à 13 ans de prison le 9 décembre 2015.

## Détenus notables
- Fikret Malovčić, chanteur
- Sulejman Tihić, homme politique

## Voir également
- Camp de Keraterm
- Camp de Trnopolje
- Camp de concentration d'Omarska
- Camp de Sušica
- Camp d'Uzamnica